# Félix Zubiaga
Félix Mateo Zubiaga Atxa (Arrancudiaga, Biscaia, País Basc, 4 de gener de 1945 - 7 de gener de 2016) va ser un futbolista basc que feia de defensa.

## Clubs
| Club               | País      | Any       |
| ------------------ | --------- | --------- |
| Athletic Club      | País Basc | 1964-1965 |
| Bilbao Athletic    | País Basc | 1964-1969 |
| Athletic Club      | País Basc | 1969-1975 |
| Calvo Sotelo C. F. | Espanya   | 1975-1976 |
| Arenas Club        | País Basc | 1976-1978 |